# Platanthera neottianthoides
Platanthera neottianthoides är en orkidéart som först beskrevs av Tang och Fa Tsuan Wang, och fick sitt nu gällande namn av Richard M. Bateman och Phillip James Cribb. Platanthera neottianthoides ingår i släktet nattvioler, och familjen orkidéer. IUCN kategoriserar arten globalt som sårbar. Inga underarter finns listade i Catalogue of Life.